# Oudon (Loire-Atlantique)
Oudon település Franciaországban, Loire-Atlantique megyében. Lakosainak száma 3915 fő (2022. január 1.). Oudon Orée d’Anjou, Le Cellier, Couffé és Ancenis-Saint-Géréon községekkel határos.

## Népesség
A település népességének változása:
| Lakosok száma | 1371 | 2001 | 2353 | 3062 | 3614 | 3720 | 3805 | 3872 | 3936 | 3915 |
|               | 1968 | 1982 | 1990 | 2006 | 2013 | 2015 | 2017 | 2019 | 2020 | 2022 |